# Grado (Italia)
Grado (en friulano, Grau, en esloveno Gradež, en veneciano Gravo) es un municipio italiano de la provincia de Goricia. 

## Características

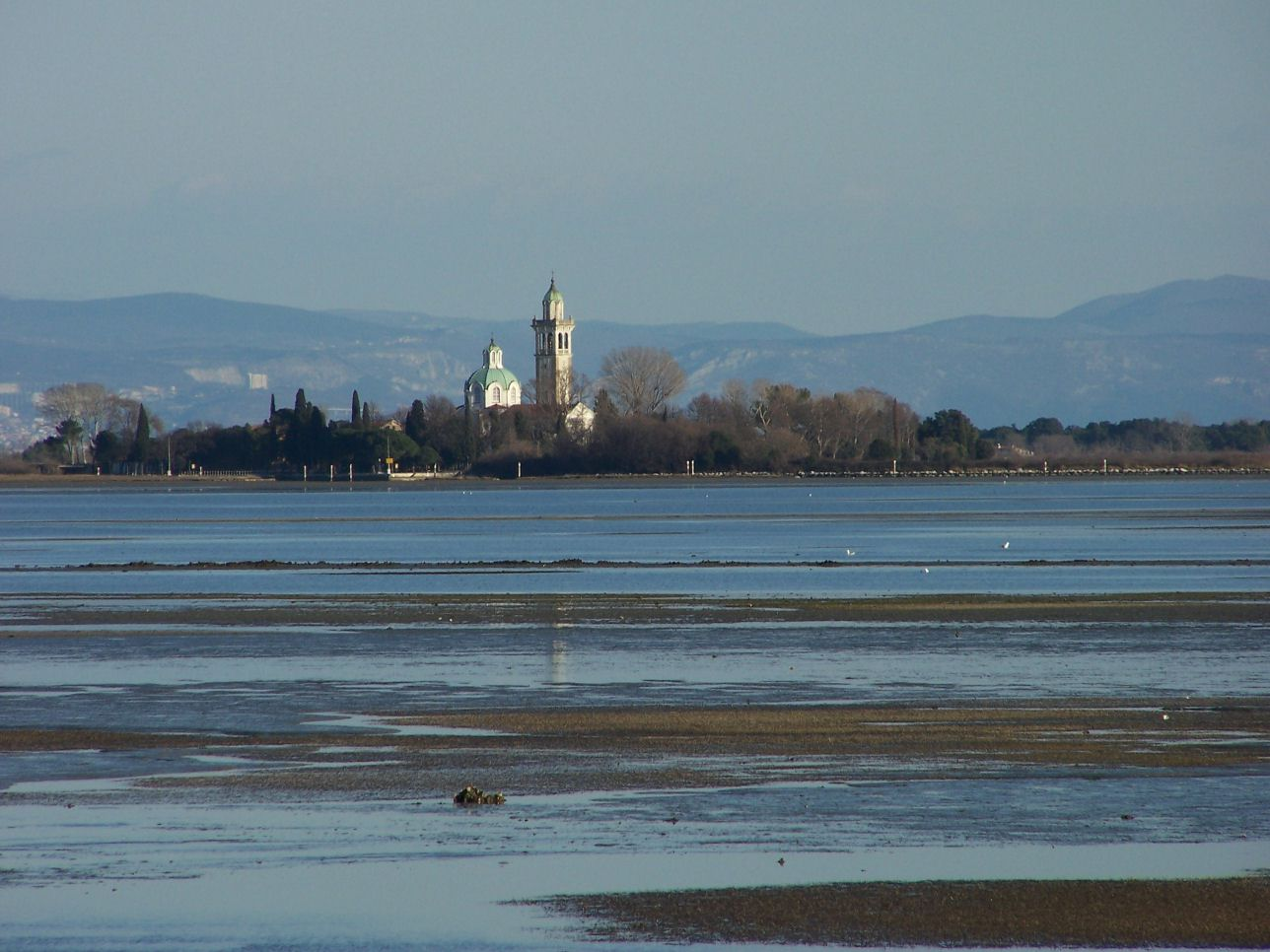

En el año 2007 tenía 8.650 habitantes. Limita con los municipios de Aquilea, Fiumicello, Marano Lagunare, San Canzian de Isonzo, San Giorgio di Nogaro, Staranzano, Terzo de Aquileia y Torviscosa.
Durante el verano, la ciudad es una importante localidad turística y balnearia, especialmente para los italianos de Údine y los austríacos de Carintia.

## Evolución demográfica
| Gráfica de evolución demográfica de Grado entre 1861 y 2001 |
|                                                             |
| Fuente ISTAT - elaboración gráfica de Wikipedia             |

## Laguna de Grado
La ciudad de Grado se encuentra en el extremo oriental de la laguna de Grado, la segunda mayor laguna italiana en el Adriático septentrional después de la de Venecia. Esta laguna se ha  venido creando en los últimos dos mil años